# John Berger (esquiador de fons)
John Berger   (Boden, 31 de juliol de 1909 - Estocolm, 12 de gener de 2002) va ser un esquiador de fons suec que va competir durant la dècada de 1930.
El 1936 va prendre part en els Jocs Olímpics de Garmisch-Partenkirchen, on guanyà la medalla de bronze en la prova dels relleus 4x10 quilòmetres del programa d'esquí de fons. Va formar equip amb Arthur Häggblad, Erik August Larsson i Martin Matsbo.